# Pizzo di Molare
Pizzo di Molare är ett berg i Schweiz.   Det ligger i distriktet Blenio och kantonen Ticino, i den sydöstra delen av landet, 120 km öster om huvudstaden Bern. Toppen på Pizzo di Molare är 2 585 meter över havet, eller 232 meter över den omgivande terrängen. Bredden vid basen är 2,7 km.
Terrängen runt Pizzo di Molare är huvudsakligen bergig, men åt nordväst är den kuperad. Närmaste större samhälle är Biasca, 16,4 km sydost om Pizzo di Molare. 
Omgivningarna runt Pizzo di Molare är en mosaik av jordbruksmark och naturlig växtlighet. Runt Pizzo di Molare är det ganska glesbefolkat, med 38 invånare per kvadratkilometer.